# Lev Vladimirovitch Tcherepnine
Lev Vladimirovitch Tcherepnine, né le 12 avril 1905 à Riazan, mort le 12 juin 1977  à Moscou, est un historien médiéviste soviétique, spécialiste de l'histoire russe, de l'étude des sources, de l'historiographie et des disciplines historiques auxiliaires. Académicien de l'Académie des sciences de l'URSS (1972), il est lauréat du Prix d'État de l'URSS (1981, à titre posthume),.

## Origines familiales
Son grand-père, Alexei Ivanovitch Tcherepnine, agronome et historien, a activement participé aux travaux de la Commission d'archives de Ryazan. Son père, Vladimir Alekseevich Cherepnin, est historien et avocat. Sa mère, issue d'une famille de prêtres, est décédée en couches.

## Études et début de carrière
Il étudie au Repman Gymnasium, où son père enseigne, puis à l'Institut d'instruction publique de Riazan (1921-1922). Il écoute des conférences à la Faculté des sciences sociales de l'Université d'État de Moscou, sans y être étudiant à part entière en raison de son origine non prolétarienne. Il étudie avec les académiciens M. M. Bogoslovsky et D. M. Petrushevsky, les professeurs S. V. Bakhrushine et A. I. Yakovlev. En 1925, il réussit les examens d'un cours universitaire en tant qu'étudiant externe et, à partir de 1926, il étudie à l'école doctorale de l'Institut d'histoire de l'Académie des sciences de Russie, qu'il termine avec succès en 1929. En 1929, il obtient un emploi d'assistant du chef du département des manuscrits de la Bibliothèque d'État V. I. Lénine.

## Période de détention
En novembre 1930, il est arrêté dans l'affaire de la soi-disant "Union populaire de lutte pour la renaissance de la Russie libre" et est condamné à trois ans de prison, peine qu'il purge à l'exploitation minière de pierres de Dvina dans le Territoire du Nord.
En 1933, il est libéré et retourne à Moscou, où il est contraint de travailler temporairement dans des maisons d'édition, vivant dans des appartements avec des parents et des amis. Officiellement, Tcherepnine, en tant que personne précédemment condamnée, est alors interdit de séjour dans la capitale.

## Parcours universitaire
Doctorant en sciences historiques en 1942 avec pour sujet de thèse le Patrimoine féodal de l'ancienne Église russe des XIVe – XVIe siècles, il devient docteur en sciences historiques en 1947, avec comme sujet de thèse : Archives féodales russes des XIV-XVe siècles. Il devient professeur agrégé en 1944 et professeur de l'enseignement supérieur en 1947.
Pendant ses études supérieures, avec S. B. Veselovsky, il participe au traitement des archives patrimoniales de la Laure de la Trinité-Saint-Serge. En 1936, il travaille sous contrat temporaire à l'Institut d'histoire de l'Académie des sciences de l'URSS. Puis, de 1941 à 1942, est professeur dans une école secondaire.
À partir de février 1942, il travaille comme chef de bureau, puis comme professeur d'études des sources au Département des disciplines historiques auxiliaires de l'Institut historique et archivistique. Au cours de son travail à l'institut, il soutient les thèses des candidats et des doctorants, et est co-auteur d'un manuel de paléographie.
En 1948, les activités de Tcherepnine, devenu professeur à cette époque, sont vivement critiquées ; au Conseil académique, dans le rapport du directeur de l'institut, ses travaux sont déclarés sans principes, scientifiquement infructueux et privilégiant les points formels plutôt que la logique dialectique. En 1949, il est soumis à un deuxième examen, cette fois-ci lors d'une assemblée générale du personnel de l'institut, et il est contraint de le quitter.
En 1944-1960, il enseigne à temps partiel à l'Université d'État de Moscou, où il assure notamment des cours généraux et spéciaux sur l'histoire russe, l'étude des sources et l'historiographie. En 1946-1952, il enseigne l'histoire de l'URSS à l'Institut d'État des relations internationales de Moscou. Il enseigne également à l'Académie des sciences sociales sous le Comité central du PCUS. À partir de 1946, il travaille au titre de chercheur principal, puis, dès 1951, comme chef de la section histoire de l'URSS au sein de l'Institut d'histoire. En 1969, il devient chef du département des formations précapitalistes sur le territoire de l'Union Soviétique de l'Institut d'histoire de l'URSS.

## Travaux de recherche
Tcherepnine est professionnellement engagé dans l'étude de la genèse du féodalisme chez les Slaves orientaux, la formation et la nature de l'ancien État russe, la période de fragmentation spécifique, les conditions socio-économiques et politiques de la formation et du développement de l'État centralisé russe, la formation d'une monarchie représentative de classe et son développement en un absolu, guerres paysannes des XVIIe – XVIIIe siècles, culture et pensée sociale de la Russie. Une hypothèse sur la source la plus ancienne de la chronique sur l'histoire initiale de la Russie, appelée par Cherepnin "Le code de 996",.
C'est un auteur d'ouvrages dans le domaine de l'historiographie et des disciplines historiques auxiliaires et l'un des premiers scientifiques soviétiques ayant commencé le développement des problèmes théoriques et méthodologiques des études de sources, ayant même été à l'origine d'une école scientifique en URSS dans le domaine des études médiévales.
Analysant le processus de centralisation de l'État russe, il trouve ses fondements économiques et sociaux dans le secteur agraire. Il pense que l'augmentation générale de la production rurale à la suite d'une colonisation interne importante a contribué au changement, au compactage du réseau de peuplement et des types de peuplements dans les zones rurales. Puis que cela a conduit à l'évolution des relations de propriété dans les secteurs séculier et ecclésiastique et au renforcement sur cette base de la base sociale de l'unification politique.
Il apporte une contribution significative à l'étude de Zemsky Sobors en tant qu'institutions représentatives de classe, dans sa monographie, publiée en 1978, et introduit de nouvelles sources dans la circulation, analyse les activités des cathédrales en relation avec le contexte social et politique, donne le résumé le plus complet de l'histoire de Zemsky Sobors et de leurs proches assemblées représentatives. En tant que spécialiste de l'histoire de Zemsky Sobors, Tcherepnine est élu vice-président de la Commission internationale sur l'histoire des institutions représentatives et parlementaires.
Sur son initiative ou avec sa participation, des travaux inédits d'historiens russes sont publiés et d'autres réimprimés alors qu'ils étaient devenus rare dans les bibliothèques. Parmi ces derniers, les œuvres choisies de B. D. Grekov en cinq volumes (mais seulement quatre ont été publiés), les œuvres choisies de M. N. Pokrovsky en quatre livres, les travaux de S. V. Bakhrushine en quatre volumes, les monographies de K. V. Bazilevich, d'I. U. Budovnitsa et d'autres encore. Il a été l'éditeur de la réimpression de l’Histoire de la Russie de S. M. Solovyov en 15 volumes (1959-1966).

## Distinctions honorifiques
Il a été membre du bureau du Comité national des historiens de l'Union soviétique. Lauréat du Prix d’État de la RSS de Moldavie (1972), Prix de l'Université d'État de Moscou MV Lomonossov (1957). Scientifique honoré de la RSFSR (1970).